# Hygiène intime féminine

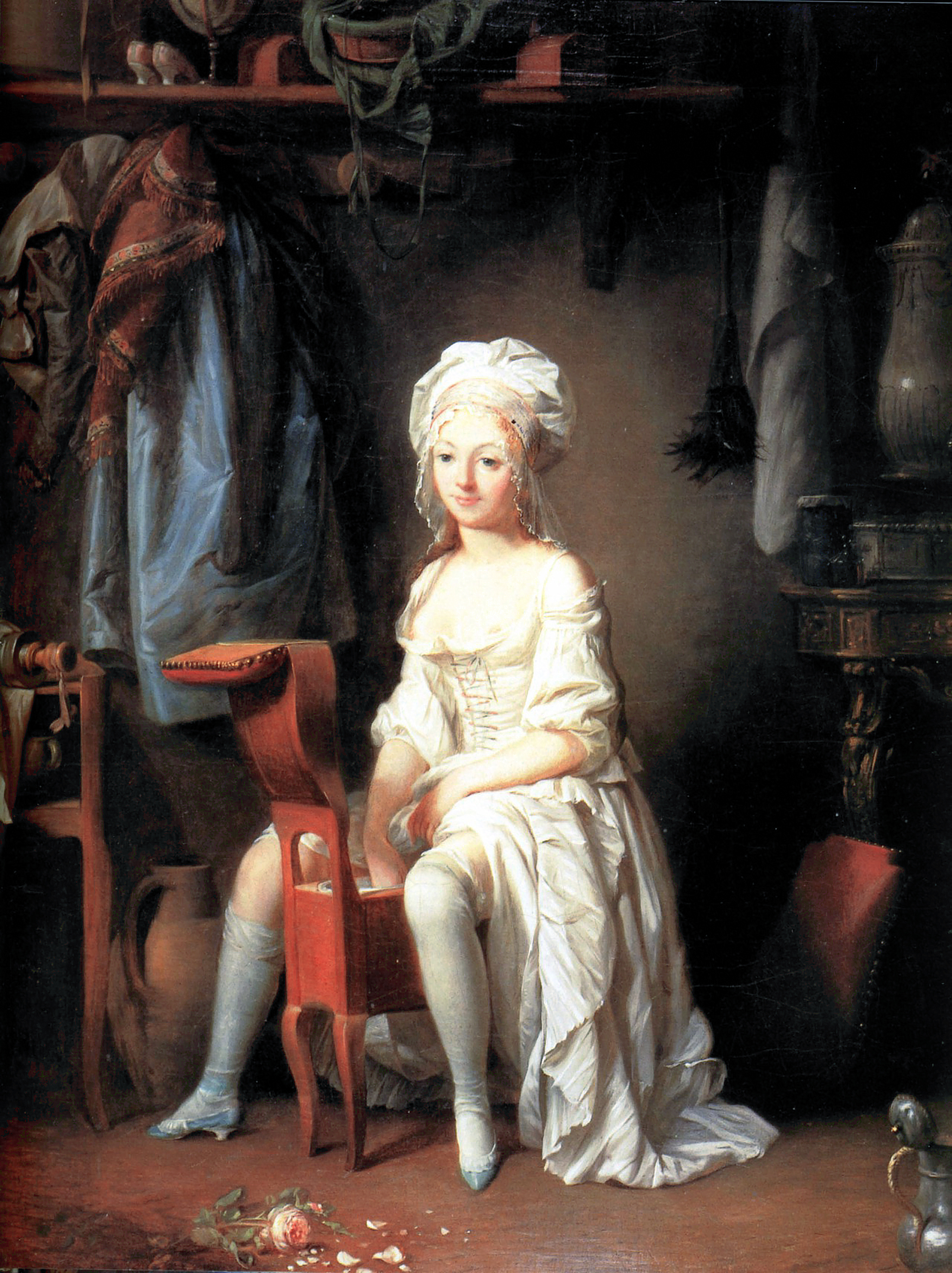
La Toilette intime ou la Rose effeuillée, tableau de Louis-Léopold Boilly,.

L'hygiène intime féminine correspond notamment aux soins apportés à la zone périnéale, notamment la zone vulvaire, dans le cadre de l'hygiène personnelle et de la prévention des infections sexuellement transmissibles. Consistant en des pratiques variant à travers les âges et les cultures, l'hygiène intime féminine subit les influences des connaissances médicales et populaires ainsi que celles des pratiques rituelles liées aux religions, croyances et tabous.

## Définition
L'hygiène intime féminine englobe les soins accordés à tous les âges de la vie, et que ce soit en période de menstruation ou non.

## Pratiques
L'hygiène intime féminine englobe une grande variété des pratiques, qu'elles aient des objectifs liés à la propreté ou à l'esthétique.

### Lavage de la zone périnéale
Il s'opère notamment avec l'eau de la douche ou du bain, à l'aide du jet de la pomme de douche, d'un gant de toilette ou d'une éponge de bain. Des produits spécifiques sont parfois employés, ainsi que des lingettes.
Il est conseillé de se laver la vulve simplement avec de l'eau, en évitant d'employer des produits nettoyants parfumés. Il est possible de leur préférer des nettoyants sans savon ni parfum ou un savon doux, en rinçant bien.

### Douche vaginale
La douche vaginale consiste à nettoyer l'intérieur du vagin à l'aide d'une poire vaginale remplie d'eau, parfois associée à une préparation commerciale ou maison censée nettoyer le vagin, en temps normal, pendant les règles ou après un rapport sexuel. Elle est pratiquée par 27 % des femmes américaines.
La douche vaginale est cependant déconseillée, car elle perturbe l'équilibre de la flore bactérienne du vagin et peut ainsi prédisposer à des infections vaginales. Cette pratique est également associée à une plus grande prévalence de vaginoses bactériennes, de maladie inflammatoire pelvienne, de grossesse extra-utérine, naissances prématurées, d'infections sexuellement transmissibles et de cancer du col de l'utérus. Les produits employés peuvent en outre être particulièrement agressifs.

## Recommandations médicales
Selon le collège national des gynécologues et obstétriciens français, les règles à observer sont assez limitées. Elles consistent à se laver les mains avant tout contact avec les parties génitales, à laver la partie vulvaire une à deux fois par jour, en utilisant des produits pas trop agressifs, de préférence à pH neutre, à préférer les sous-vêtements en matières naturelles, et à éviter la macération humide de ces parties externes. À l'inverse, les toilettes trop fréquentes et le nettoyage du vagin, qui risque de déséquilibrer sa flore, sont à proscrire. En effet, le vagin a une « flore normale » composée des micro-organismes « saprophytes » dite flore de Döderlein qui aide à garder la muqueuse vaginale en bonne santé. Quand l'équilibre normal est perturbé, une infection peut s'ensuivre.

## Influences sociales

### Injonction à la propreté
Dans les faits, toutes les femmes savent comment se laver les parties intimes par elles-mêmes d'une façon qui est la plupart du temps hautement efficace, sauf dans les cas d'infections, qui peuvent se signaler par un changement de couleur, de texture, ou d'odeur. Malgré cela, dans l'imaginaire collectif, la vulve et le vagin sont souvent perçus comme "sales". Depuis près de 70 ans, les femmes se font parler d'"hygiène féminine" d'une façon qui tend à accroître les peurs des femmes de ne pas être assez propre.
Plusieurs pratiques sont en fait nocives pour la santé des femmes, dont les traitements reliés au vagin.

### Influence de l'industrie des produits d'hygiène féminine
Alors que pendant de nombreux siècles l'hygiène féminine, tout comme l'hygiène masculine, se limitait généralement à une simple toilette effectuée avec de l'eau et du savon, et que les produits d'hygiène intime étaient réservés à un usage pharmacologique destiné aux personnes souffrant d'affections gynécologiques, ce secteur est devenu au XXe siècle un enjeu commercial. Des publicités ont ainsi fait leur apparition dans le but « d'éduquer » les femmes à la consommation de produits spécifiques, en arguant d'une fragilité de leurs parties génitales.

## Imaginaire érotique
Si les descriptions de l'hygiène corporelle en général font l'objet de nombreux traités et documents historiques, celle propre à l'hygiène féminine intime en particulier est relativement absente. Ce sont surtout les représentations artistiques, qu'elles soient picturales ou littéraires, et les prescriptions religieuses qui abordent le thème.
Représentant rarement les actes d'hygiène visant la vulve, l'hygiène féminine a fait l'objet d'innombrables représentations de femmes au bain : Rembrandt et sa Bethsabée au bain tenant la lettre de David, les multiples déclinaisons de Suzanne au bain, ou encore Victor Hugo dont le poème Sara la baigneuse a donné lieu à plusieurs reprises picturales. Plus que l'hygiène, c'est pour Denise Jodelet l'appel à l'imaginaire érotique qui est en jeu, avec dans le cas de Suzanne, le fantasme de la purification qui provoque le désir sexuel.